# 텍사캐나 도시권

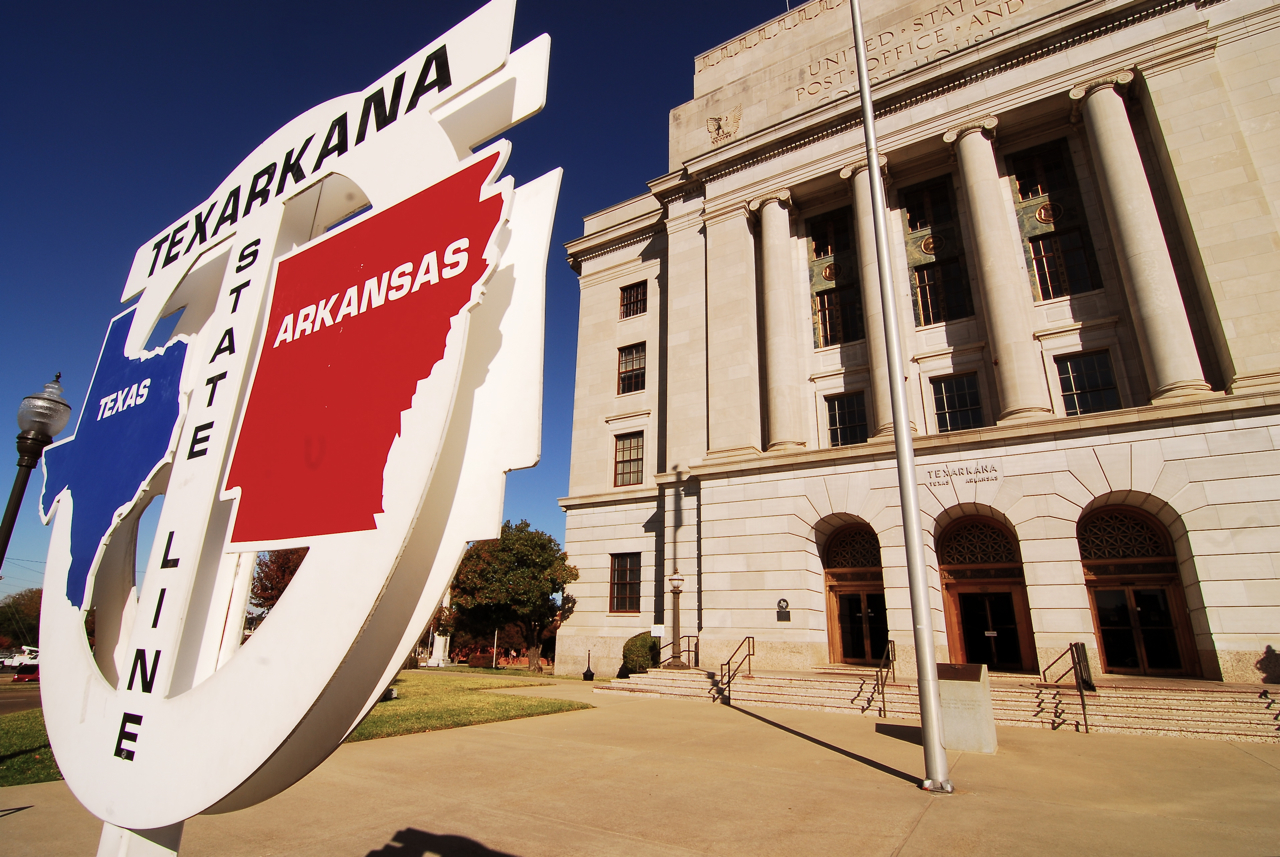

텍사캐나 도시권(영어: Texarkana metropolitan area)는 미국 아칸소주 텍사캐나와 텍사스주 텍사캐나를 포함하는 도시권이다.